# Зарубинская улица (Санкт-Петербург)
Зару́бинская улица — улица в Красногвардейском районе Санкт-Петербурга. Проходит от Пороховского кладбища за Ковалёвскую улицу.

## История
Улица получила название в начале XX века. Название происходит от фамилии домовладельца.

## Транспорт
Ближайшая к Зарубинской улице станция метро — «Ладожская».

## Пересечения
- Беломорская улица
- Ковалёвская улица